# Кралски грохот (2017)
Кралски грохот (2017) е кеч pay-per-view (PPV) турнир и WWE Network събитие, продуцирано от WWE за марките Първична сила и Разбиване. Провежда се на 29 януари 2017 в Alamodome в Сан Антонио, Тексас. Това е 30-ото събитие в хронологията на Кралски грохот, второто, провело се в Alamodome след 1997 и четвъртото в щата Тексас (1989, 1997 и 2007).
Осем мача се провеждат по време на събитието, включително три предварителни мача. В главния мач, Ренди Ортън печели традиционното Кралско меле, елиминирайки последен Роуман Рейнс, правейки го седмият многократен победител на мача. Джон Сина побеждава Ей Джей Стайлс, в другия главен мач, печелейки своята рекордна тринайсета Титлата на Федерацията и шестнайсета световна титла, изравнявайки се с рекорда на Рик Светкавицата. Също в турнира, Кевин Оуенс запазва своята Универсалната титла срещу Роман Рейнс в мач без дисквалификации, Шарлът Светкавицата запазва своята Титла при жените на Първична сила срещу Бейли, а Невил победи Рич Суон за Титлата в полутежка категория на WWE.

## Заден план
Събитието включва мачове, получени от сценични сюжети и имат резултати, предварително решени от WWE и марките Първична сила и Разбиване, марковите дивизии на WWE. Сюжетите се продуцират по седмичните телевизионни шоута на WWE, Първична сила, Разбиване на живо, и шоуто на полутежката дивизия 205 На живо.
Като традиция, турнирът е оглавен от мача Кралско меле, в който победителя получава мач на КечМания 33 за Универсалната титла на WWE от Първична сила или Титлата на WWE от Разбиване. След като побеждава Брок Леснар на Сървайвър в първия си мач от 12 години, Голдбърг обявява, че той е първия участник на 21 ноември 2016, на Първична сила. На следващата седмица, Пол Хеймън коментира, че той и Леснар са подиграни и подценени от Голдбърг, и че Леснар също ще участва в Кралското меле, като Леснар „иска да се докаже“. На 2 януари 2017, на Първична сила, Нов Ден (Големият И), Кофи Кингстън и Ксавиер Уудс) обявяват участието си в мача. По-късно Голдбърг се появява на първото издание на Шоуто на Кевин Оуенс, за да говори за мача, където Крис Джерико и Броун Строуман също обявяват участието си в мача. На 3 януари 2017, Барън Корбин става първият кечист от Разбиване, участващ в мача. На 9 януари Гробаря се появява на Първична сила и обявява участието си в мача за пръв път от мача през 2009. На 10 януари 2017, по време на Лудницата на Амброуз на Разбиване, Дийн Амброуз и Миз обявяват участието си в мача. Впоследствие на Говорейки направо, Долф Зиглър също обявява, че ще участва в мача. Отборните шампиони на Първична сила Сезаро и Шеймъс обявяват тяхното участие в мача в Twitter на 16 януари. По-късно на Първична сила, Тайтъс О'Нийл предизвиква Нов Ден да заложат едно от местата си в мелето. Големият И приема предизвикателството и побеждава О'Нийл. На 17 януари, на Разбиване, Брей Уайът обявява, че той Ренди Ортън и Люк Харпър ще участват в мача. На 23 януари във Facebook страницата на WWE Грамадата става един от участниците в мача. Сет Ролинс обявява участието си в мелето чрез Twitter на 9 януари, но на 23 януари, в епизод на Първична сила, след разсейване от музиката на Трите Хикса, Сами Зейн побеждава Ролинс и го замества в мача. По-късно същата вечер, Големият Кас и Русев обявяват тяхното участие в мелето. На 24 януари на Разбиване Моджо Роули печели кралска битка между 10 души и се класира за мача.
На Препятствие на пътя: Прекратяване на 18 декември 2016, Кевин Оуенс запазва своята Универсална титла на WWE срещу Шампиона на Съединените щати на WWE Роуман Рейнс, когато Крис Джерико нападна Оуенс с Дешифратор, давайки победата на Оуенс чрез дисквалификация. След мача, Джерико, който губи от Сет Ролинс по-рано същата вечер, разкрива че това е било плана, тъй като Оуенс си запазва титлата; Оуенс му благодарява и го прегръща, но са атакувани от Ролинс и Рейнс, правейки им Двойна бомба през масите. На следващата вечер, на Първична сила, Оуенс и Джерико отпразнуват победата на Оуенс, твърдейки че приятелството им не е било по-силно. Главния мениджър Мик Фоли излиза и обявява, че Рейнс ще получи реванш за титлата на Кралски грохот, докато Джерико ще бъде заключен в клетка над ринга, за да не може да се намесва в мача. Фоли го заплашва, че ако не влезе в клетката ще бъде уволнен. И двамата се бият в отборен мач срещу Рейнс и Ролинс, които печелят след атаката от Броун Строуман към двамата. На последната Първична сила за 2016 Ролинс конфронтира Пълномощника на Първична сила Стефани Макмеън, наричайки съпруга ѝ Трите Хикса страхливец. Тогава Стефани урежда мач на Ролинс срещу Строуман, но губи чрез дисквалификация, когато Сами Зейн напада Строуман. По-късно Рейнс защитава Титлата на Съединените щати срещу Оуенс, когато Ролинс напада Джерико докато се намесва.
На 2 януари, Рейнс отново запазва своята титла, този път срещу Джерило в мач, в който Оуенс няма право да се намесва, след като губи от Ролинс по-рано същата вечер. На 9 януари, Рейнс губи Титлата на Съединените щати от Джерико с помощта на Оуенс в мач с хандикап. На следващата седмицата, след като сегмента, включващ Оуенс, Джерико, Рейнс, Ролинс, Строуман, Зейн и Брок Леснар приключва когато се сбиват, е уреден отборен мач, в който Оуенс, Джерико и Строуман побеждават Рейнс, Ролинс и Зейн. След мача, Оуенс прави бомба на Рейнс през коментаторската маса. На следващата седмица, Рейнс се бие срещу Джерико в реванша за Титлата на Съединените щати, бо Джерико е дисквалифициран, когато Оуенс се намесва, нападайки Рейнс. Оуенс и Джерико се опитват да сложат Рейнс в клетката, но Рейнс се свестява и заключва Оуенс в клетката, която се вдига, а след това прави Юмрука на Супермен и копие на Джерико. Впоследствие, е обявено, че мача им на Кралски грохот няма да има дисквалификации.
На МСС: Маси, стълби и столове на 4 декември Ей Джей Стайлс запазва Световната титла на WWE срещу Дийн Амброуз в мач с маси, стълби и столове. На 13 декември Долф Зиглър побеждава Амброуз, Миз и Люк Харпър в четворен елиминационен мач, получавайки мач за Титлата на WWE за 27 декември. На 20 декември, обаче, Барън Корбин конфронтира Зиглър, наричайки го незаслужил и че е спечелил, само защото той не е участвал. Тогава двамата се бият в мач за шанса на Зиглър за титлата, но мача приключва с двойно отброяване. Стайлс атакува Зиглър и Корбин със стол. Главния мениджър Даниъл Брайън урежда мач Тройна заплаха за титлата между тримата за 27 декември. На 27 декември, Претендентските финали на Разбиване, Джон Сина се завръща след тримесечно отсъствие и предизвиква победителя в тройната заплаха за титлата на Кралски грохот. След като Стайлс запазва титлата, Сина излиза, изглеждайки готов за битка но вместо това го поздравява с ръкостискане. На 3 януари, Сина и Стайлс подписват договора за мача, но са прекъснати от Корбин, който твърди, че ще спечели Кралското меле и ще се бие срещу шампиона на WWE на КечМания, но когато Сина се подготвя да се бие с Корбин, Стайлс атакува Сина. Сина побеждава Корбин на следваща седмица. В епизода на 17 януари, Стайлс се бие срещу Миз, докато Сина коментира. Мачът няма победител, следно като Стайлс напада Сина. Сбиването завършва, когатпно Сина прави Коригиране на отношенията на Миз и Стайлс. На следващия епизод, Сина и Стайлс говорят лице-в-лице за мача им на Кралски грохот.
На Препятствие на пътя, Шарлът Светкавицата побеждава Саша Банкс извън лимита на мач Железния човек, печелейки своята четвърта Титла при жените на Първична сила, приключвайки дългата им вражда. На следващата Първична сила, Шарлът обявява, че тя е най-великата кечистка, но е прекъсната от Бейли, която ѝ припомня, че тя е 2 – 0 срещу нея. Бейли тушира Шарлът в още един мач. Обаче, повторенията показват, че Шарлът е надигнала рамото си преди отброяването до три. На следващата седмица, Шарлът съобщава, че победата ѝ от предната седмица не се зачита, но позволява на Бейли да се бие срещу нея още веднъж, но със специален гост съдия Дейна Брук. Бейли губи след бързо отброяване до три от Дейна. На 2 януари, Бейли побеждава Ная Джакс, благодарение на разсейване от Банкс, ставайки главна претендентка за титлата на Кралски грохот. На 9 януари, Шарлът и Ная Джакс побеждават Саша и Бейли в отборен мач. В епизода на 16 януари, Светкавицата се опитва да засрами Бейли като показва стари снимки и поеми за мечтите на Бейли да стане кечистка в WWE. На следващата седмица, след конфронтация между двете, мач между Банкс и Джакс е уреден за предварителното шоу на Кралски грохот.
На Препятствие на пътя, Рич Суон запазва своята Титла в полутежка категория на WWE в мач Тройна заплаха срещу Ти Джей Пъркинс и Брайън Кендрикът. След мача, Невил се появява и атакува Суон и Пъркинс, ставайки злодей. На следващата вечер на Първична сила Невил започва да твърди, че ще властва над цялата полутежка дивизия и се обявява като „Кралят на полутежките“. Суон пита за действията на Невил, но е атакуван от Невил и Кендрик, който се обединява с него. Пъркинс се опитва да помогне на Суон, но е надвит от Невил. На следващата вечер на 205 На живо, Невил и Кендрик побеждават Супн и Пъркинс в отборен мач. На следващата Първична сила, след като Невил побеждава Пъркинс, той предизвиква Суон в мач на следващото 205 На живо. По-късно, след като Суон побеждава Ария Давари, той приема предизвикателството, но веднага е атакуван от Невил. На 205 На живо, Невил побеждава Суон в мач без заложба на титлата, и отново атакува Суон. На 9 януари 2017, на Първична сила, след като побеждава Линсе Дорадо, Невил започва да го пребива, преди да престигне Суон и да го спаси На следващото 205 На живо, след като побеждава Тони Нийс, Суон предизвиква Невил, но той отказва, освен ако не е за титлата. Тогава Суон приема предизвикателството за Кралски грохот. На следващата Първична сила, Невил напада Суон преди мача му срещу Нийс, който също помага с атаката.
На Препятствие на пътя, Сезаро и Шеймъс побеждават Кофи Кингстън и Големият И от Нов Ден, ставайки новите Отборни шампиони на Първична сила, като прекратяват рекорда им за най-дълго време като носители. На следващата Първична сила, Мик Фоли поздравява Сезаро и Шеймъс и им представя новите отборни колани. Нов Ден също ги поздравява, но са прекъснати то Люк Галоус и Карл Андерсън. Тогава Кингстън и Големият И стават съотборници на Сезаро у Шеймъс и побеждават Галоус, Андерсън и Блестящите звезди. На следващата седмица Кингстън и Уудс искат реванш, но не успяват да си върнат титлите. Сезаро и Шеймъс започват да враждуват с Галоус и Андерсън. На 2 януари, на Първична сила Карл Андерсън побеждава Сезаро. На следващата седмица, Шеймъс побеждава Люк Галоус На следващата Първична сила Сезаро и Шеймъс защитават Галоус и Андерсън. След като съдията е повален по погрешка от Шеймъс, друг съдия излиза и отброява туш за Галоус и Андерсън. Обаче, поваленият съдия се свестява и обявява победа чрез дисквалификация за Галоус и Андерсън, но Шеймъс и Сезаро запазват титлите. Мач между двата отбора е уреден за предварителното шоу на Краслки грохот, където ще има двама съдии.
На МСС, Алекса Блис побеждава Беки Линч в мач с маси и печели Титлата при жените на Разбиване. На същото събитие, Ники Бела печели мач без дисквалификации срещу Кармела, която разкрива, че Наталия е тази, която я е атакувала ан Сървайвър. Наталия отрича до епизода на Разбиване на 20 декември, когато признава за атаката, както и завистта си към Близначките Бела, което довежда до сбиване между двете през следващите седмици. Междувременно, Блис губи мач без заложба на титлата от Ла Лучадора, която се оказва да бъде Линч. На следващата седмица, Линч губи от Блис в реванш за титлата след намесване от мистериозна жена, облечена като Ла Лучадора, която набелязва Линч през следващите седмици. След като Ла Лучадора помага на Блис да запази титлата срещув Линм в главния мач в Стоманена клетка на 17 януари, Ла Лучадора е разкрита и става ясно, че тя е завръщащата се Мики Джеймс На следващата седмица, Джеймс обяснява действията си в интервю с Рене Йънг, твърдейки че е била забравена заради Революцията на жените, преди да нападне Линч заедно с Блис. Същата вечер, Наоми трябва да се бие срещу Наталия, но мачът не се провежда, след като Ники напада Наталия. Тогава Наоми предизвиква Блис на мач, но Блис отказва. Отборен мач между шест жени е уреден за предварителното шоу на Кралски грохот, където Линч, Ники и Наоми ще се бият срещу Блис, Джеймс и Наталия, правейки това първия WWE pay-per-view мач на Джеймс от близо седем години.

## Резултати
| №                                                                                     | Резултати                                                                | Правила                                                                                   | Време   |
| ------------------------------------------------------------------------------------- | ------------------------------------------------------------------------ | ----------------------------------------------------------------------------------------- | ------- |
| 1П                                                                                    | Беки Линч, Ники Бела и Наоми победиха Алекса Блис, Мики Джеймс и Наталия | Отборен мач между шест жени                                                               | 9:35    |
| 2П                                                                                    | Люк Галоус и Карл Андерсън победиха Сезаро и Шеймъс (ш)                  | Отборен мач за Отборните титли на Първична сила Двама съдии участват в мача               | 10:29   |
| 3П                                                                                    | Ная Джакс победи Саша Банкс                                              | Индивидуален мач                                                                          | 5:10    |
| 4                                                                                     | Шарлът Светкавицата (ш) победи Бейли                                     | Индивидуален мач за Титлата при жените на Първична сила                                   | 13:05   |
| 5                                                                                     | Кевин Оуенс (ш) победи Роман Рейнс                                       | Мач без дисквалификации за Универсалната титла Крис Джерико е заключен в клетка над ринга | 22:55   |
| 6                                                                                     | Невил победи Рич Суон (ш) чрез предаване                                 | Индивидуален мач за Титлата в полутежка категория на WWE                                  | 14:00   |
| 7                                                                                     | Джон Сина победи Ей Джей Стайлс (ш)                                      | Индивидуален мач за Титлата на Федерацията                                                | 24:10   |
| 8                                                                                     | Ренди Ортън печели, последно елиминирайки Роман Рейнс                    | Мач Кралско меле между 30 души за мач за световна титла на КечМания 33                    | 1:02:06 |
| - (ш) – указва шампиона/шампионите в мача - П – показва, че мача се случи преди шоуто |                                                                          |                                                                                           |         |

### Кралско меле, участници и елиминации
– Първична сила
  – Разбиване
  – NXT
  – Свободен кечист
  – Победител в мача
| №  | Кечист          | Марка           | Елиминация | Елиминиран от   | Време   | Елиминирал |
| -- | --------------- | --------------- | ---------- | --------------- | ------- | ---------- |
| 1  | Големият Кас    | Първична сила   | 3          | Броун Строуман  | 09:57   | 0          |
| 2  | Крис Джерико    | Първична сила   | 27         | Роуман Рейнс    | 1:00:13 | 2          |
| 3  | Калисто1        | Разбиване       | 4          | Броун Строуман  | 08:17   | 0          |
| 4  | Моджо Роули     | Разбиване       | 2          | Броун Строуман  | 06:16   | 0          |
| 5  | Джак Галахър1   | Първична сила   | 1          | Марк Хенри      | 03:20   | 0          |
| 6  | Марк Хенри1     | Първична сила   | 5          | Броун Строуман  | 03:17   | 1          |
| 7  | Броун Строуман  | Първична сила   | 9          | Барън Корбин    | 13:11   | 7          |
| 8  | Сами Зейн       | Първична сила   | 25         | Гробаря         | 47:12   | 0          |
| 9  | Грамадата       | Първична сила   | 6          | Броун Строуман  | 01:42   | 0          |
| 10 | Тай Дилинджър1  | NXT             | 8          | Броун Строуман  | 05:27   | 0          |
| 11 | Джеймс Елсуърт1 | Разбиване       | 7          | Броун Строуман  | 00:15   | 0          |
| 12 | Дийн Амброуз    | Разбиване       | 16         | Брок Леснар     | 26:55   | 0          |
| 13 | Барън Корбин    | Разбиване       | 21         | Гробаря         | 32:39   | 1          |
| 14 | Кофи Кингстън   | Първична сила   | 10         | Сезаро          | 16:13   | 0          |
| 15 | Миз             | Разбиване       | 24         | Гробаря         | 32:44   | 0          |
| 16 | Шеймъс          | Първична сила   | 14         | Крис Джерико    | 12:13   | 2          |
| 17 | Големият И      | Първична сила   | 12         | Шеймъс и Сезаро | 09:46   | 0          |
| 18 | Русев           | Първична сила   | 20         | Голдбърг        | 22:31   | 0          |
| 19 | Сезаро          | Първична сила   | 13         | Крис Джерико    | 06:44   | 2          |
| 20 | Ксавиер Уудс    | Първична сила   | 11         | Шеймъс          | 04:47   | 0          |
| 21 | Брей Уайът      | Разбиване       | 28         | Роуман Рейнс    | 24:11   | 0          |
| 22 | Аполо Крус1     | Разбиване       | 15         | Люк Харпър      | 05:46   | 0          |
| 23 | Ренди Ортън     | Разбиване       | —          | Победител       | 20:52   | 1          |
| 24 | Долф Зиглър     | Разбиване       | 17         | Брок Леснар     | 04:21   | 0          |
| 25 | Люк Харпър      | Разбиване       | 22         | Голдбърг        | 09:56   | 1          |
| 26 | Брок Леснар     | Първична сила   | 19         | Голдбърг        | 04:30   | 3          |
| 27 | Ензо Аморе1     | Първична сила   | 18         | Брок Леснар     | 00:18   | 0          |
| 28 | Голдбърг        | Първична сила   | 23         | Гробаря         | 03:21   | 3          |
| 29 | Гробаря         | Свободен кечист | 26         | Роуман Рейнс    | 05:30   | 4          |
| 30 | Роуман Рейнс1   | Първична сила   | 29         | Ренди Ортън     | 05:05   | 3          |

1Необявен участник в мача